# 굿네이버스
굿네이버스(영어: Good Neighbors)는 1991년 대한민국에서 설립된 비영리단체이다. 글로벌 아동권리전문 NGO로 전 세계 47개국에서 활동하고 있다.

## 역사
1991년 3월 28일 이일하 및 창립멤버 7명에 의해 보건복지부 산하 사단법인 한국이웃사랑회(회장 정해원)로 창립되었다. 1992년 방글라데시 빈민구호, 1993년 소말리아와 1994년 르완다 난민구호 활동으로 국제구호개발사업을 시작하였다.  1996년 3월 사단법인을 해산하고 사회복지법인(이사장 정해원, 회장 이일하)을 설립하였으며(2021년 현재 이사장 이호균, 사무총장 김웅철), 이 시기 민간단체 최초로 아동학대상담센터를 전국적으로 열고 학대피해아동에 대해 전문적인 개입을 시작하였다.  1996년 대한민국 NGO 최초로 유엔경제사회이사회(UN ECOSOC)으로부터 포괄적 협의지위를 부여받았다.  2002년 8월 1일 '굿네이버스'로 단체 이름을 변경하였고, 2003년 8월 외교부에 산하 사단법인 굿네이버스 인터내셔날(회장 이일하)을 등록하였다(2021년 현재 이사장 이일하, 사무총장 김중곤). 이후 쓰촨성 대지진, 아이티 지진, 동일본 대지진, 네팔 대지진 등의 재난에 대해 긴급구호를 실시하였다. 2007년 보편적 초등교육에 기여한 공로로 유엔과 국제노사정기구연합(AICESIS)이 주관하는 새천년개발목표상(MDGs Award)을 수상하였다.  2017년 굿네이버스의 글로벌 정책과 글로벌 파트너십을 위한 굿네이버스 글로벌파트너십센터(이사장 이일하, 사무총장 최민호)를 미국에 설립하였다. 2019년 사회적 경제 사업을 통한 지역사회 빈곤 문제 해결을 위해 전문사업 수행 기관인 굿네이버스 글로벌임팩트재단(이사장 정해원, 대표 현진영)을 설립하였다. 2020년 고령사회에 진입하는 굿네이버스 회원들을 대상으로 한 시니어나눔문화 창출 및 미래형 공동체마을을 위한 굿네이버스 미래재단(이사장 김인희, 대표 양진옥)을 설립하고 전문 분야 경영시스템으로 조직의 분리가 이루어졌다.

## 활동

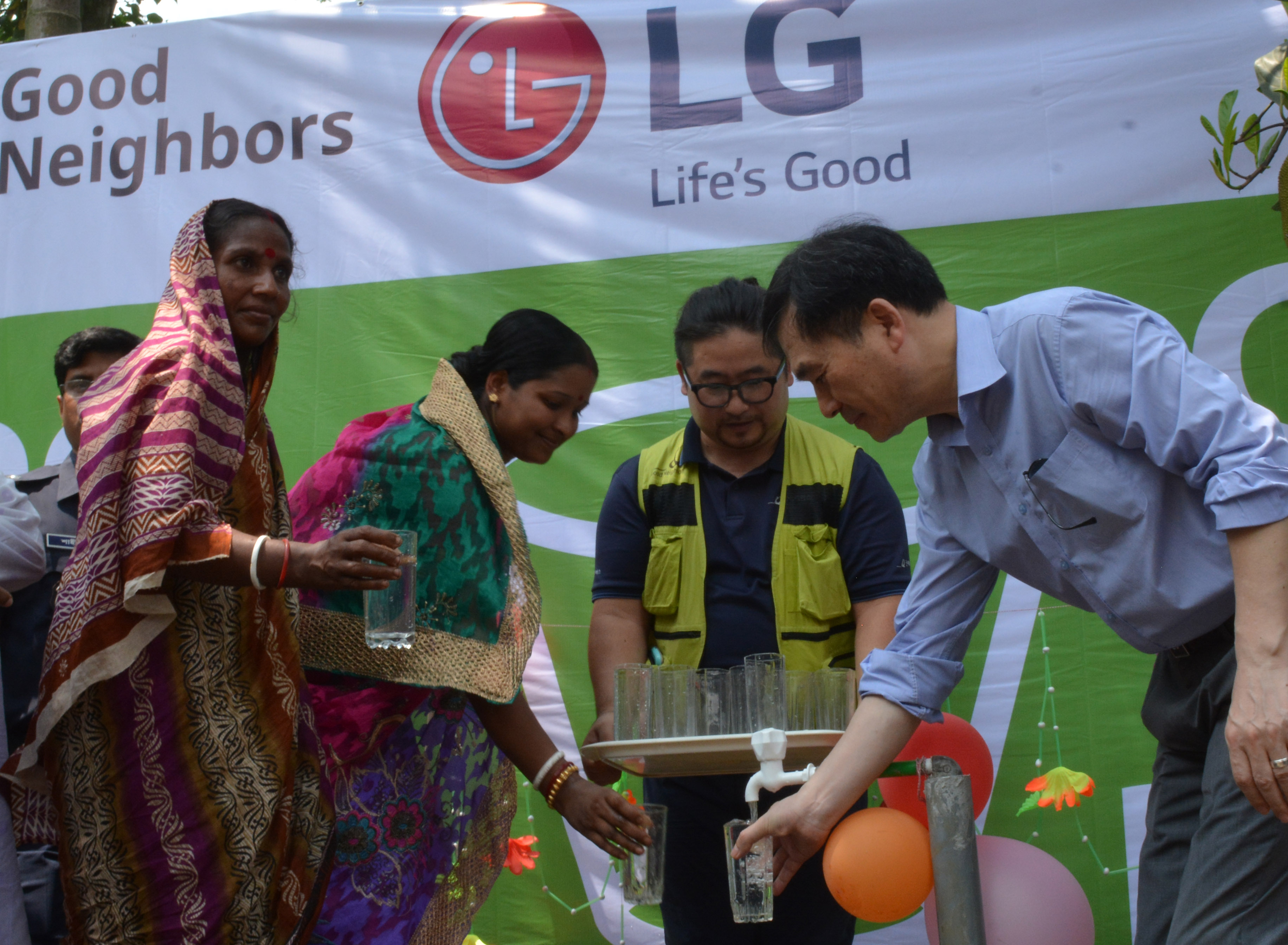
LG전자와 함께 방글라데시에서 WASH 사업을 하고 있는 굿네이버스

굿네이버스는 현재 대한민국 및 북한과 해외 39개국에서 국제개발사업을 수행하고 있으며, 한국뿐 아니라 미국, 캐나다, 일본, 호주, 대만 등 8개 선진국에서는 모금 활동 및 아동권리옹호활동을 확대하고 있다. 유엔아동권리협약(UN CRC)과 유엔 지속가능발전목표(UN SDGs)를 기반으로 아동권리옹호, 교육, 보건, 식수위생, 소득증대, 조합운동, 네트워크, 재난구호와 인도적 지원, 사회적 경제사업, 지속가능한 환경 등의 분야에서 580만여명의 아동과 지역주민을 대상으로 활동하고 있다.

## 비판
단체의 종교적 색채 및 선교사업에 대한 의혹이 제기되었으나 공식적으로 부인하였다.
2015년 회계 공시 내역이 신뢰성을 의심받았다. 2017년 이루어진 공익법인 정보공개 투명성 평가에서는 만점을 받았다.

## 홍보
최수종, 김종석, 변정수, 이세준, 조수아, 소리엘 장혁재, 김병만, 김현주, 김수진, 서영희, 고아라, 전제향, 진세연, 김지우, 레이먼 킴, 함춘호, 이정민 등 다양한 인물이 홍보대사로 활동 중이다.

## 같이 보기
- 월드비전